# Fredrik Jensen
Fredrik Jensen (Porvoo, 9 september 1997) is een Fins betaald voetballer. Hij speelt voornamelijk als aanvallende middenvelder en als aanvaller. Jensen is afkomstig uit de jeugd van HJK Helsinki en speelde vanaf 2013 voor FC Twente. Medio 2025 verruilde hij deze ploeg voor Aris FC.

## Clubloopbaan
De Zweedstalige Fin Jensen speelde in Finland in de jeugd van FC Honka en HJK Helsinki. Hij kwam in augustus 2013 op proef bij het Nederlandse FC Twente en tekende een maand later, enkele dagen na zijn zestiende verjaardag, een opleidingscontract bij deze ploeg. Hij volgde daarmee zijn anderhalf jaar oudere broer Richard Jensen, die dezelfde stap een jaar eerder had gemaakt. Fredrik Jensen sloot zich in zijn eerste jaar aan bij het B1-elftal van de voetbalacademie VA FC Twente. In juni 2015 verlengde hij zijn contract tot 2018. In seizoen 2015/16 maakte hij als A1-speler zijn debuut voor Jong FC Twente.
In de voorbereiding op seizoen 2016/17 sloot Jensen aan bij de eerste selectie van FC Twente. In de eerste competitiewedstrijd van het seizoen, thuis tegen SBV Excelsior, maakte hij zijn officiële debuut met een basisplaats. In zijn eerste seizoen, waarin hij het goed kon vinden met spits Enes Ünal, kwam hij tot 26 wedstrijden, waarin hij vier keer scoorde. In het daaropvolgende seizoen kwam hij tot 34 wedstrijden en vijf doelpunten. FC Twente degradeerde echter uit de Eredivisie en Jensen tekende op 27 juni 2018 een contract tot medio 2023 bij FC Augsburg, dat uitkomt in de Bundesliga.

## Interlandloopbaan
Fredrik Jensen kwam uit voor verschillende nationale jeugdelftallen en maakte op 28 maart 2017 zijn debuut voor het Finse nationale team in een uitwedstrijd tegen Oostenrijk. Hij scoorde in deze wedstrijd de 1-1, wat tevens de einduitslag was.

## Statistieken
| Seizoen         | Club            | Competitie      | Competitie | Competitie | Beker | Beker | Internationaal | Internationaal | Overig | Overig | Totaal | Totaal |
| Seizoen         | Club            | Competitie      | Wed.       | Dlp.       | Wed.  | Dlp.  | Wed.           | Dlp.           | Wed.   | Dlp.   | Wed.   | Dlp.   |
| --------------- | --------------- | --------------- | ---------- | ---------- | ----- | ----- | -------------- | -------------- | ------ | ------ | ------ | ------ |
| 2016/17         | FC Twente       | Eredivisie      | 25         | 4          | 1     | 0     | 0              | 0              | 0      | 0      | 26     | 4      |
| 2017/18         | FC Twente       | Eredivisie      | 30         | 5          | 4     | 0     | 0              | 0              | 0      | 0      | 34     | 5      |
| 2018/19         | FC Augsburg     | Bundesliga      | 6          | 0          | 3     | 0     | 0              | 0              | 0      | 0      | 9      | 0      |
| 2019/20         | FC Augsburg     | Bundesliga      | 10         | 1          | 1     | 0     | 0              | 0              | 0      | 0      | 7      | 1      |
| 2020/21         | FC Augsburg     | Bundesliga      | 13         | 0          | 1     | 2     | 0              | 0              | 0      | 0      | 14     | 2      |
| 2021/22         | FC Augsburg     | Bundesliga      | 12         | 0          | 1     | 1     | 0              | 0              | 0      | 0      | 13     | 1      |
| 2022/23         | FC Augsburg     | Bundesliga      | 1          | 0          | 1     | 1     | 0              | 0              | 0      | 0      | 2      | 1      |
| Carrière totaal | Carrière totaal | Carrière totaal | 97         | 10         | 12    | 4     | 0              | 0              | 0      | 0      | 109    | 14     |

Bijgewerkt op 9 augustus 2022